# Estação Afogados
A Estação Afogados é estação de metrô do Metrô do Recife, sendo a terceira mais próxima do centro da capital.
O movimento da estação é relativamente alto, sendo mais utilizado para quem segue destino para quem usa a Linha Centro, também é utilizado para pegar ônibus nos seus terminais rodoviários. É a partir desta estação que as ferrovias deixam também de pertencer à Linha Sul e passam a atender somente a Linha Centro.

## Localização
Está situada ao lado da feira do bairro de mesmo nome, um dos principais acessos entre a Zona Sul e a Zona Norte do Recife. Na Linha Centro está entre as estações Joana Bezerra e Ipiranga.

## Características
Formada por 2 plataformas: uma tendo com destinos finais as estações Camaragibe e Jaboatão e a outra  com destino à Estação Recife. Faz integração com o Terminal Integrado de Afogados (S.E.I.).

## Terminal Integrado (SEI)
A estação possui um terminal integrado (T.I.), que conta com duas linhas de ônibus. 
- 115 - TI Aeroporto / TI Afogados (Empresa Metropolitana)
- 914 - TI PE-15 / TI Afogados (Caxangá/Transportadora Globo)Com a paralisação do funcionamento para manutenção preventiva aos domingos[4] e ocasionalmente:

- 858 - TI Joana Bezerra / TI Afogados / TI Barro (Empresa Metropolitana/Caxangá)